# Njutångers socken
Njutångers socken i Hälsingland ingår sedan 1971 i Hudiksvalls kommun, från 2016 inom Njutångers distrikt.
Socknens areal är 93,44 kvadratkilometer land. År 1950 fanns här 4 767 invånare. Tätorten Iggesund samt tätorten och kyrkbyn Njutånger med sockenkyrkan Njutångers kyrka ligger i socknen.

## Administrativ historik
Njutångers socken har medeltida ursprung. Ur församlingen utbröts 12 juni 1798 en del till den då nybildade Nianfors församling.
Vid kommunreformen 1862 övergick socknens ansvar för de kyrkliga frågorna till Njutångers församling och för de borgerliga frågorna bildades Njutångers landskommun. 23 april 1869 utbröts ur landskommunen en del till den då bildade Nianfors landskommun. Nianfors landskommun inkorporerades 1952 i Njutångers landskommun, vilken senare 1963 inkorporerades i Iggesunds landskommun som 1971 uppgick i Hudiksvalls kommun. Nianfors församling uppgick 1985 i Njutångers församling som sedan 2006 uppgick i Enånger-Njutångers församling.
1 januari 2016 inrättades distriktet Njutånger, med samma omfattning som Njutångers församling hade 1999/2000 och fick 1995, och vari detta sockenområde ingår.  
Socknen har tillhört fögderier, tingslag och domsagor enligt vad som beskrivs i artikeln Hälsingland. De indelta båtsmännen tillhörde Första Norrlands förstadels båtsmanskompani.

## Geografi
Njutångers socken ligger söder om Hudiksvall vid kusten och med en skärgård med öar. Socknen består av mindre dalgångsbygder i kustlandet som omges av bruten skogsterräng. I övrigt är det ett småbergigt skogsområde med djupt inträngande vikar.
Njutångers socken genomkorsas i av europaväg 4 samt av Ostkustbanan. 
I öster har socknen en skärgård med bland annat öarna Innerstön, Brännön, Bergön samt Mössön, som trots namnet är en halvö, förbunden med fastlandet via Mössönäset.
Njutångersfjärden ligger centralt i socknen. Söder om fjärden sträcker sig Örängesnäset mot öster ut mot Olöbotten, som är den yttre delen av Njutångersfjärden. Söder om Örängesnäset tränger Siviksfjärden in. I denna fjärd går gränsen mellan Njutånger och Enångers socken.
Iggesund ligger i socknens norra del. Iggesundsfjärden med den inre Byfjärden sträcker sig från havet in till Iggesund. Norr om fjärden ligger, inom socknen halvön Skälölandet.
I nordväst gränsar socknen till Forsa socken. Gränsen mellan Iggesund och Forsa går delvis i Delångersån och delar åns utvidgning Iggsjön i två lika stora delar.
Njutångers socken gränsar i övrigt till Enångers socken i söder och till Idenors socken i norr.

## Fornlämningar
Från bronsåldern finns gravrösen och från järnåldern finns gravhögar och en fornborg vid Länsmansudden, som är Örängesnäsets nordostligaste del, som skjuter ut vid inloppet av Njutångersfjärden.

Njutånger sockenvapen

## Namnet
Namnet (1363 Nyutanger) kommer från fjärden Njutångersfjärden. Förleden innehåller Niuta ett äldre namn på Nianån som mynnar i fjärden som i sin tur kommer från njuta, 'fånga' troligen i betydelse av laxfångst vid en fors strax före dess utlopp i fjärden. Efterleden är anger, 'havsvik'.

## Befolkningsutveckling
| Befolkningsutvecklingen i Njutångers socken 1750–1990                                                    | Befolkningsutvecklingen i Njutångers socken 1750–1990 | Befolkningsutvecklingen i Njutångers socken 1750–1990 | Befolkningsutvecklingen i Njutångers socken 1750–1990 | Befolkningsutvecklingen i Njutångers socken 1750–1990 |
| --- | ----------------------------------------------------- | ----------------------------------------------------- | ----------------------------------------------------- | ----------------------------------------------------- |
| |                                                       |                                                       |                                                       |                                                       |
| År |                                                       |                                                       | Folkmängd                                             |                                                       |
| 1750 | 1750                                                  |                                                       | 626                                                   |                                                       |
| 1760 | 1760                                                  |                                                       | 702                                                   |                                                       |
| 1769 | 1769                                                  |                                                       | 789                                                   |                                                       |
| 1780 | 1780                                                  |                                                       | 770                                                   |                                                       |
| 1790 | 1790                                                  |                                                       | 838                                                   |                                                       |
| 1800 | 1800                                                  |                                                       | 892                                                   |                                                       |
| 1810 | 1810                                                  |                                                       | 913                                                   |                                                       |
| 1820 | 1820                                                  |                                                       | 972                                                   |                                                       |
| 1830 | 1830                                                  |                                                       | 1 018                                                 |                                                       |
| 1840 | 1840                                                  |                                                       | 1 081                                                 |                                                       |
| 1850 | 1850                                                  |                                                       | 1 152                                                 |                                                       |
| 1860 | 1860                                                  |                                                       | 1 250                                                 |                                                       |
| 1870 | 1870                                                  |                                                       | 1 326                                                 |                                                       |
| 1880 | 1880                                                  |                                                       | 1 958                                                 |                                                       |
| 1890 | 1890                                                  |                                                       | 2 427                                                 |                                                       |
| 1900 | 1900                                                  |                                                       | 3 052                                                 |                                                       |
| 1910 | 1910                                                  |                                                       | 3 027                                                 |                                                       |
| 1920 | 1920                                                  |                                                       | 3 651                                                 |                                                       |
| 1930 | 1930                                                  |                                                       | 4 390                                                 |                                                       |
| 1940 | 1940                                                  |                                                       | 4 386                                                 |                                                       |
| 1950 | 1950                                                  |                                                       | 4 767                                                 |                                                       |
| 1960 | 1960                                                  |                                                       | 4 799                                                 |                                                       |
| 1970 | 1970                                                  |                                                       | 5 632                                                 |                                                       |
| 1980 | 1980                                                  |                                                       | 5 851                                                 |                                                       |
| 1990 | 1990                                                  |                                                       | 5 489                                                 |                                                       |
| Anm: Källor: Umeå universitet - Tabellverket 1749-1859, Demografiska databasen, CEDAR, Umeå universitet. |                                                       |                                                       |                                                       |                                                       |